# Strepsils

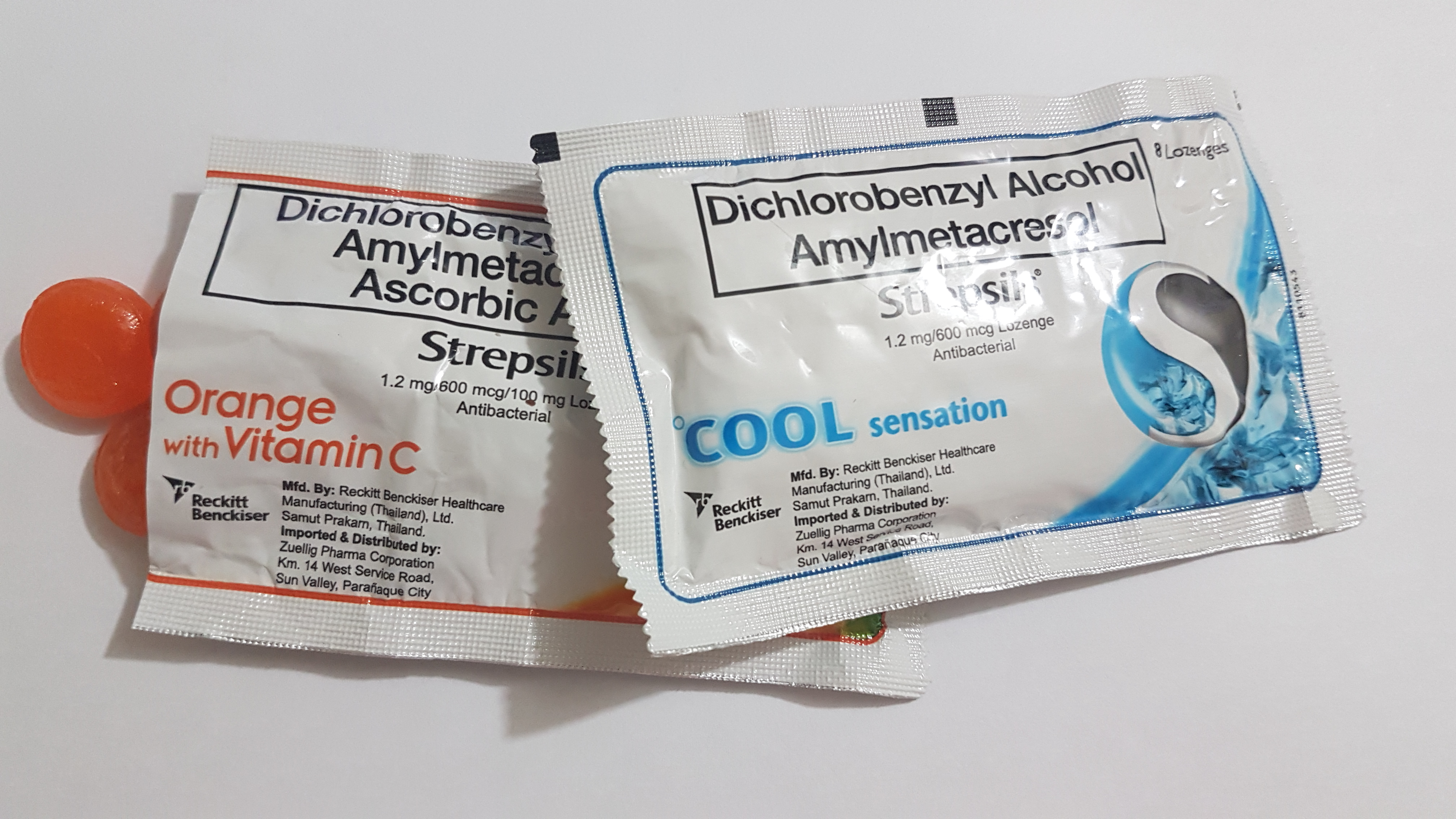
2 paquetes de Strepsils

Strepsils es una línea de pastillas fabricadas por Reckitt Benckiser en Nottingham, Reino Unido. Vienen en una variedad de sabores y eran parte de Boots Healthcare International (BHI), marcas que Reckitt Benckiser adquirió en 2006. A partir de 2010, es el de mayor venta de productos para el dolor de garganta en el mundo.

## Historia
Strepsils han estado en producción desde 1958 y contienen dos principios activos, a saber: amylmetacresol y alcohol 2,4-diclorobencílico. Estos ingredientes son antisépticos leves que pueden matar las bacterias asociadas a infecciones de la boca y la garganta. Sin embargo, como se indica en el paquete, la investigación no ha demostrado la presencia de un agente antibacteriano para reducir la duración o gravedad de una infección. Strepsils Extra contiene hexilresorcinol como ingrediente activo y Strepsils dolor de garganta y nariz tapada contiene mentol 8 mg. Reckitt Benckiser también produce una pastilla de mayor resistencia que solía ser comercializada bajo la etiqueta Strepsils Intensive, pero ahora se comercializa bajo la marca Strefen, que contiene el ingrediente activo flurbiprofeno 8,75 mg.
En Australia y Argentina también Rekitt Benckiser mercado Strepsils Plus, que contiene lidocaína, además de los agentes antisépticos presentes en Strepsils original. En Strepsils España también están disponibles con lidocaína comercializado como lidocaína Strepsils en cambio.
El nombre de Strepsil proviene de la bacteria estreptococo que causa ciertos tipos de dolor de garganta.
- Strepsils se venden en Italia bajo la marca Benagol
- en Alemania antes como Dobendan, últimamente como Strepsils Dobendan
- en Strepsils Noruega se venden sin ingredientes activos bajo la marca Repsil.

La canción de Lily Allen Nan You're a Window Shopper se refiere a Nan como apestoso como Strepsils.

## Dosis
La dosis recomendada es una pastilla cada 2-3 horas para los adultos.
La vitamina C se agrega para Strepsils vitamina C-100. Cada pastilla de Strepsils vitamina C-100 contiene 1,2 mg de alcohol 2,4-diclorobencílico, amylmetacresol 0,6 mg y 100 mg de vitamina C. Una pastilla especial de Strepsils, el Strepsils arrogante tos no contiene alcohol y diclorobencílico amylmetacresol, pero contiene 15 mg de clorhidrato de ambroxol. 

## Sabores
- Jengibre y limón
- Miel y limón
- Original
- Caliente
- Naranja Vitamina C
- Cool
- Grosella
- Fresa sin azúcar
- Cherry